# Mahinder Watsa
Mahinder Watsa, född 11 februari 1924 i Calcutta, död 28 december 2020 i Bombay, var en indisk obstetriker, gynekolog och sexolog. Han var känd som kolumnist på temat sex och samlevnad i tidskrifter och tidningar, senast med spalten "Ask the Sexpert" i Mumbai Mirror, där han i 15 år fram till sin död besvarade läsarfrågor.

## Biografi
Mahinder Watsa föddes i Calcutta i dåvarande Brittiska Indien. Hans far var militärläkare. Han studerade medicin i Bombay, där han träffade sin fru Promila som han gifte sig med 1952. De fick en son tillsammans och bodde sedan en tid i Storbritannien. Familjen flyttade tillbaka till Indien när Watsas far hade blivit sjuk. Han arbetade en tid för läkemedelsföretaget Glaxo, samtidigt som han praktiserade som gynekolog och obstetriker. Watsa har beskrivit att han under en tid förlöste mödrar på nätterna och arbetade på dagarna.
I slutet av 1950-talet skrev Watsa sin första frågespalt i ett indiskt kvinnomagasin. En vän till Watsas svägerska hade frågat om han kände till någon som kunde svara på läsarbrev. Efter att förgäves ha sökt genom sitt nätverk efter lämpliga kandidater med erfarenhet av liknande arbete insåg Watsa att han skulle behöva göra det själv. I över 60 år skulle han fortsätta att besvara läsarfrågor i olika pulikationer. Fram till 2015 hade han bevarat över 40 000 läsarfrågor. Hans stil har beskrivits som skämtsam och medkännande, i kontrast till hur vissa skribenter anlägger en närmast klinisk ton när de skriver om sexuella ämnen.
Utifrån de frågor som kom in till frågespalten drog Watsa slutsatsen att många av läsarnas problem hade sitt ursprung i bristen på sexualundervisning i Indien. På förslag från Watsa inrättade Family Planning Association of India ett program för sexualrådgivning och -undervisning. Förslaget möttes med skepsis eftersom ämnet var tabubelagt i Indien, men organisationen stöttade Watsa som till slut kunde öppna landets första klinik för sexualundervisning och -rådgivning. Även om vissa skolor välkomnade Watsa och hans kollegor, var det vanligt med restriktioner kring vilka ämnen som fick lov att tas upp. En lösning blev att låta eleverna lämna in sina frågor anonymt i en frågelåda och sedan besvara dessa.
Dokumentärfilmen Ask the Sexpert från 2017 och i regi av Vaishali Sinha berättar Mahinder Watsas livs historia.